# 神戸大学大学院法学研究科・法学部
神戸大学大学院法学研究科（こうべだいがくだいがくいんほうかくけんきゅうか、英称:Kobe University Graduate School of Law）は、神戸大学に設置される大学院研究科の一つである。また、神戸大学法学部（こうべだいがくほうがくぶ、英称:Kobe University Faculty of Law）は、神戸大学に設置される学部の一つである。

## 概要
東京高等商業学校に次ぐ2つ目の官立高等商業学校として1902年に設立された神戸高等商業学校を前身とし、1929年に大学に昇格して成立した神戸商業大学（後に神戸経済大学と改称）では、ビジネス分野における専攻外の知識として法律学（民法・商法・会社法）を必修科目として履修させていた。商業大学は、旧制の帝国大学の法学部が高級官僚の養成を主目的としていたのと異なり、高い教養を備えたビジネスマンを養成することを目的としていたため、教育の中心は経済学、簿記、会計、商学にあったが、法律学や政治学の教育もまた教育の重要な一角を占めていた。神戸商業大学は、第二次世界大戦前から法学の研究・教育が行われていた6つの国立大学の1つである。
1949年、神戸経済大学を改組し、神戸大学が設置された際に、法学部、経済学部、経営学部の3学部が開設された。それ以来、1980年代まで旧制帝国大学及び一橋大学とともに、全国に9つしかなかった国立大学法学部の一角を占めた。
2004年に開設された法科大学院も 高い実績を誇り、東京以外としては神戸大学と京都大学のみが、先導的法科大学院懇談会（LL7）を構成する。

## 沿革
- 1902年 - 神戸高等商業学校設立[5]。
- 1929年 - 神戸高等商業学校が神戸商業大学に昇格[5]。
- 1944年 - 神戸経済大学と改称。
- 1949年 - 神戸大学設置、法学部開設[5]。
- 1953年 - 大学院法学研究科修士課程・博士課程を設置[2][5]。
- 1955年 - 法学部第2課程（のちの夜間主コース）を開設[2]。
- 2000年 - 大学院法学研究科を大学院重点化[2]。
- 2004年 - 実務法律専攻を開設。夜間主コースを廃止[5]。

## 学科
- 法律学科[6]
  - 入学定員180人[6]

## 司法試験合格率
神戸大学法科大学院は、司法試験合格率71.60%、全国の法科大学院中、第5位（平成17年-平成29年）。
令和4年度司法試験では、合格率48.65%、全法科大学院中、第8位となった。

## 著名な出身者

### 政治
- 盛山正仁 - 文部科学大臣、元法務副大臣兼内閣府副大臣
- 佐々木知子 - 元厚生労働大臣政務官、元東京地方検察庁検事、ロッテ取締役
- 山田賢司 - 外務大臣政務官、元芦屋キワニスクラブ会長
- 永江孝子 - 元衆議院議員、元南海放送アナウンサー
- 高橋美穂 - 元衆議院議員、行政書士
- 抜山映子 - 元参議院議員、元民社党副委員長
- 稲村和美 - 尼崎市長、元兵庫県議会議員
- 西村和平 - 加西市長、元加西市国保健康課長
- 谷口進一 - 丹波市長、元兵庫県農政環境部長
- 山崎晴恵 - 宝塚市長、弁護士
- 朝倉秀実 - 元大阪府議会議長
- 須田旭 - 大阪府議会議員
- 山本佐知子 - 参議院議員

### 行政
- 伯井美徳 - 文部科学審議官、元文部科学省高等教育局長、元大学入試センター副所長
- 岡口憲義 - 神戸市副市長、神戸空港ターミナル副会長
- ロバート・D・エルドリッヂ - 元アメリカ海兵隊太平洋海兵隊基地政務外交部次長

### 法曹
- 田中俊次 - 大阪家庭裁判所長、元大阪高等裁判所判事、元長崎地方裁判所長
- 東孝行 - 元広島高等裁判所判事、元熊本家庭裁判所長、元福岡高等裁判所那覇支部長
- 小佐田潔 - 元大阪地方裁判所長、元大阪高等裁判所判事
- 中川博之 - 元大阪家庭裁判所長、元大阪高等裁判所判事、京都大学教授
- 那須彰 - 元京都地方裁判所長、元大阪高等裁判所判事、元法務省大阪法務局長
- 大島眞一 - 大阪高等裁判所判事、元奈良地方裁判所長、元神戸大学教授、元最高裁判所事務総局家庭局付
- 徳岡由美子 - 大阪高等裁判所判事、元京都家庭裁判所長、元大阪地方裁判所判事
- 吉池浩嗣 - 元長崎地方検察庁検事正、元東京地方検察庁公安部長、元法務省大臣官房審議官
- 小池達子 - 弁護士、元テレビ愛媛アナウンサー
- 竹内直久 - 弁護士、向井・竹内法律事務所共同代表
- 中島博之 - 弁護士、漫画原作者

### 経済
- 朝倉次郎 - 元川崎汽船社長、元日本船主協会会長
- 有森正和 - 元スカイマーク社長、元エアアジア・ジャパン副社長
- 角元敬治 - 三井住友銀行副会長、関西経済同友会代表幹事、2025年日本国際博覧会協会副会長、日中経済貿易センター副会長
- 鎌倉昭雄 - 元ウェルファイド社長、元吉富製薬社長
- 北幸二 - 元関西アーバン銀行頭取、元滋賀経済同友会代表幹事
- 湖中謙介 - コナカ社長、サマンサタバサジャパンリミテッド社長、フィットハウス会長
- 杉内清信 - 元東邦チタニウム社長
- 高士薫 - 元神戸新聞社社長・会長
- 荻原正也 - 元ニフティ社長、元アイ・ティー・エックス社長
- 鳥井信一郎 - 元サントリー社長、元関西経済同友会代表幹事、元関西経済連合会副会長
- 本田英一 - コープこうべ理事長、日本生活協同組合連合会会長
- 前田健司 - 燦キャピタルマネージメント創業者・社長
- 森重樹 - 日本板硝子社長、板硝子協会会長
- 山本員裕 - 元インフォコム社長、元帝人副社長CFO
- 川口章 - 元尼崎信用金庫理事長

### マスコミ
- 高士薫 - 元神戸新聞社社長・会長
- 脇浜紀子 - 元讀賣テレビ放送プロデューサー、京都産業大学教授
- 大谷邦郎 - 毎日放送キャリア推進部マネージャー、ギャラクシー賞最優秀賞
- 小西陸斗 - 朝日放送テレビアナウンサー

### 研究
- 池田千鶴 - 経済法、神戸大学教授、大隅健一郎賞、公正取引協会横田正俊記念賞
- 石田眞得 - 商法、関西学院大学教授
- 井上正也 - 政治学、慶應義塾大学教授、サントリー学芸賞、吉田茂賞、日本国際政治学会奨励賞
- 植木哲 - 民法、千葉大学名誉教授、元関西大学教授
- 上田徹一郎 - 民事訴訟法、関西学院大学名誉教授、元法務省司法試験考査委員
- 占部裕典 - 祖税法、同志社大学教授、日本公認会計士協会学術賞、日本租税資料館賞
- 大塚理彦 - 知的財産法、大阪工業大学教授
- 大矢根聡 - 国際関係論、同志社大学教授、日本国際政治学会理事長
- 奥田安弘 - 国際私法、北海道大学名誉教授
- 川口恭弘 - 商法、同志社大学教授、シャルレガバナンス向上委員長、元法務省司法試験考査委員
- 河田潤一 - 政治学、大阪大学名誉教授、元日本比較政治学会会長
- 神崎克郎 - 商法、神戸大学名誉教授、元村田製作所取締役、元証券保管振替機構取締役
- 岸田雅雄 - 法と経済学、神戸大学名誉教授、元早稲田大学ファイナンス研究センター所長、近鉄エクスプレス監査役
- 北村喜宣 - 行政法、上智大学教授、元法務省司法試験考査委員
- 楠綾子 - 政治学、国際日本文化研究センター教授
- 交告尚史 - 行政法、東京大学名誉教授
- 齋藤嘉臣 - 国際政治学、京都大学准教授
- 阪野智一 - 政治学、神戸大学教授
- 坂本重雄 - 労働法、静岡大学名誉教授、元日本労働法学会代表理事
- 阪本昌成 - 憲法、元立教大学教授、元九州大学教授
- 定形衛 - 国際政治学、名古屋大学教授
- 下井隆史 - 労働法、神戸大学名誉教授、元日本労働法学会代表理事
- 高木多喜男 - 民法、神戸大学名誉教授
- 田頭章一 - 倒産法、上智大学教授、元法務省司法試験考査委員
- 高野眞澄 - 憲法、香川大学名誉教授
- 田上富信 - 労働法、関西学院大学名誉教授
- 武田邦宣 - 経済法、大阪大学教授、公正取引委員会競争政策研究センター主任研究官、公正取引協会横田正俊記念賞
- 土倉莞爾 - 政治学、関西大学名誉教授
- 中野俊一郎 - 国際私法、神戸大学教授
- 根岸哲 - 経済法、神戸大学名誉教授、元日本経済法学会理事長、元公正取引委員会参与
- 野田進 - 労働法、元九州大学副学長、元福岡県労働委員会会長
- 吐合大祐 - 政治課程論、ひょうご震災記念21世紀研究機構主任研究員
- 服部龍二 - 国際政治学、中央大学教授、吉田茂賞、大佛次郎論壇賞、アジア・太平洋賞特別賞
- 福永文夫 - 政治学、獨協大学教授、読売・吉野作造賞
- 正井章筰 - 商法、早稲田大学名誉教授
- 松浦民恵 - 経営学、法政大学教授
- 松川正毅 - 民法、大阪大学名誉教授、フランス教育功労章
- 簑原俊洋 - 国際政治学、神戸大学教授、アメリカ学会清水博賞
- 宮地基 - 憲法、明治学院大学教授
- 村井良太 - 政治学、駒澤大学教授、サントリー学芸賞
- 村上信一郎 - イタリア政治、神戸市外国語大学名誉教授
- 村田晃嗣 - 国際政治学、元同志社大学学長、防衛省参与、NHK経営委員会委員長代行、サントリー学芸賞、吉田茂賞
- 森田章 - 商法、同志社大学教授、元法務省司法試験考査委員
- 湯川勇人 - 国際政治学、広島大学教授

### 文化、芸能
- 柳広司 - 小説家、日本推理作家協会賞、吉川英治文学新人賞、朝日新人文学賞
- 織田正吉 - 放送作家、上方お笑い大賞功労賞、兵庫県文化賞
- 三輪裕範 - 経済評論家、伊藤忠経済研究所長
- 坂本聡 - NHKアナウンサー
- 嘉手納良智 - 俳優

## 博士号取得者
- 初瀬龍平 - 国際関係論、神戸大学名誉教授、元日本平和学会会長
- 山田満 - 政治学、早稲田大学教授